# Madame Monsieur
Madame Monsieur is een Frans muziekduo.

## Biografie
Emilie Satt en Jean-Karl Lucas ontmoetten elkaar in 2008, en vormen sedert 2013 samen Madame Monsieur. Hun debuutalbum werd in 2016 uitgebracht.
In januari 2018 nam het duo deel aan de Franse preselectie voor het Eurovisiesongfestival. Met het nummer Mercy won Madame Monsieur de finale, waardoor het Frankrijk mocht vertegenwoordigen op het Eurovisiesongfestival 2018, gehouden in de Portugese hoofdstad Lissabon. Het duo eindigde in de op 12 mei gehouden finale als 13e.
Het duo schreef mee aan de inzending voor het volgende jaar Roi dat meedeed aan het Eurovisiesongfestival 2019

## Discografie

### Singles
| Single met hitnotering(en) in de Vlaamse Ultratop 50 | Datum van verschijnen | Datum van binnenkomst | Hoogste positie | Aantal weken | Opmerkingen                          |
| ---------------------------------------------------- | --------------------- | --------------------- | --------------- | ------------ | ------------------------------------ |
| Mercy                                                | 19-01-2018            | 10-02-2018            | tip             | -            | Inzending Eurovisiesongfestival 2018 |

1956: Mathé Altéry + Dany Dauberson · 
1957: Paule Desjardins · 
1958: André Claveau · 
1959: Jean Philippe · 
1960: Jacqueline Boyer · 
1961: Jean-Paul Mauric · 
1962: Isabelle Aubret · 
1963: Alain Barrière · 
1964: Rachel · 
1965: Guy Mardel · 
1966: Dominique Walter · 
1967: Noëlle Cordier · 
1968: Isabelle Aubret · 
1969: Frida Boccara · 
1970: Guy Bonnet · 
1971: Serge Lama · 
1972: Betty Mars · 
1973: Martine Clémenceau · 
1975: Nicole Rieu · 
1976: Catherine Ferry · 
1977: Marie Myriam · 
1978: Joël Prévost · 
1979: Anne-Marie David · 
1980: Profil · 
1981: Jean Gabilou · 
1983: Guy Bonnet · 
1984: Annick Thoumazeau · 
1985: Roger Bens · 
1986: Cocktail Chic · 
1987: Christine Minier · 
1988: Gérard Lenorman · 
1989: Nathalie Pâque · 
1990: Joëlle Ursull · 
1991: Amina · 
1992: Kali · 
1993: Patrick Fiori · 
1994: Nina Morato · 
1995: Nathalie Santamaria · 
1996: Dan Ar Braz & Héritage des Celtes · 
1997: Fanny · 
1998: Marie Line · 
1999: Nayah · 
2000: Sofia Mestari · 
2001: Natasha Saint-Pier · 
2002: Sandrine François · 
2003: Louisa Baïleche · 
2004: Jonatan Cerrada · 
2005: Ortal · 
2006: Virginie Pouchain · 
2007: Les Fatals Picards · 
2008: Sébastien Tellier · 
2009: Patricia Kaas · 
2010: Jessy Matador · 
2011: Amaury Vassili · 
2012: Anggun · 
2013: Amandine Bourgeois · 
2014: Twin Twin · 
2015: Lisa Angell · 
2016: Amir · 
2017: Alma · 
2018: Madame Monsieur · 
2019: Bilal Hassani · 
2021: Barbara Pravi · 
2022: Alvan & Ahez · 
2023: La Zarra · 
2024: Slimane · 
2025: Louane